# Мак, Ян
Ян Мак (нидерл. Jan Mak, 21 июня 1945, Ворбюрг) — нидерландский футбольный тренер.

## Карьера
В качестве футболиста выступал за любительский клуб ВЮК. Тренерские курсы проходил в Бразилии. После возвращения на родину работал с юношескими и любительскими коллективами. Много лет тренировал шведские клубы, в числе которых были «Эльфсборг» и «Хальмстад».
За свою карьеру Ян Мак несколько раз возглавлял сборную Сейшельских Островов.